# سلسلة هاتشينسون للقصص القصيرة
سلسلة هاتشينسون للقصص القصيرة (بالإنجليزية:Hutchinson Novellas series) صدرت عن مجموعة هاتشينسون في المملكة المتحدة وأستراليا في نهاية العام 1980 وأيضاً نشرت في الولايات المتحدة عبر سلسلة هاربر للقصص القصيرة.

## سلسلة الروايات
- برايان ألديس، Ruins (1987)
- مالكوم برادبري، مالكوم برادبري (1987)
- كريستوفر هوب، Black Swan (1987)
- فرنسيس كينغ  [لغات أخرى]‏, Frozen Music (1987)
- Maurice Leitch, Chinese Whispers  [لغات أخرى]‏ (1987)
- كولين مكلو، سيدات من ميسالونجي (1987)
- روث رندل، Heartstones (1987)
- Alan Sillitoe, Out of the Whirlpool (1987)
- ويليام تريفور، Nights At The Alexandra (1987)
- فاي ويلدون، The Rules of Life (1987)
- جيمس غراهام بالارد، الوحش الراكض (1988)
- بيتر ليفي، To the Goat (1988)
- نايجل وليامز، Black Magic  [لغات أخرى]‏ (1988)
- أنتوني برجس، The Devil's Mode  [لغات أخرى]‏ (1989)
- Frank Delaney, My Dark Rosaleen (1989)
- بول ثيروكس، Dr DeMarr (1990)